# Daniel Leclercq
Pour les articles homonymes, voir Leclercq.
Daniel Leclercq, né le 4 septembre 1949 à Trith-Saint-Léger et mort le 22 novembre 2019 à Sainte-Luce en Martinique, est un joueur puis entraîneur français de football.

## Biographie
Né le 4 septembre 1949 à Trith-Saint-Léger (Nord), Daniel Leclercq est formé à Valenciennes de 1961 à 1970. Il joue son premier match en première division le 28 avril 1968 avec Valenciennes contre Rouen, et son dernier match le 27 février 1983 avec Lens contre Lyon. Il compte 372 matchs en D1 pour 27 buts. Initialement milieu de terrain, Leclercq devient défenseur durant son passage à Lens sous l'impulsion de l'entraîneur Arnold Sowinski.
Après sa retraite sportive, il entraîne l'US Valenciennes de décembre 1986 à octobre 1987. Sans club professionnel, il dirige l'u.s Bavay en 1989 puis le club du SC Guesnain de 1990 à 1992. Il rejoint alors l'encadrement du RC Lens, dont il devient l'entraîneur en 1997. Il mène le club à son seul titre de champion de France de première division en 1998 et à la victoire en Coupe de la Ligue l'année suivante. Il est alors surnommé Le Druide dans le milieu du football. Il quitte le club au bout d'un peu plus de deux saisons, mais demeure proche de son président, Gervais Martel.
Après un bref passage en Belgique, à La Louvière, il est nommé en 2003 à la tête de l'équipe première de Valenciennes qui évolue dans le championnat national. Au terme de la saison 2004-2005, il est champion de national avec les Rouge et Blanc, mais il est remplacé par Antoine Kombouaré lors de l'intersaison 2005.
Le 9 janvier 2008, Daniel Leclercq revient au RC Lens en tant que directeur technique pour soutenir l'entraîneur en place, Jean-Pierre Papin, sans expérience en Ligue 1, et tenter de maintenir le club dans l'élite après une première partie de saison très difficile. Il ne réussira pas sa tâche et Lens descend en Ligue 2 après un nul face à Bordeaux (2-2) lors de la dernière journée. Il prend sa retraite au mois de mai 2011, à la suite d'une nouvelle descente en Ligue 2 du club artésien.
Il revient ensuite dans le monde amateur. Bien que parfois annoncé pour reprendre un club pro, il s'occupe de l'Olympique Senséen jusqu'en 2016 en tant que directeur technique.
En janvier 2016, il est contacté par le VAFC pour remplacer David Le Frapper au poste d'entraîneur. Il accepte mais ne se met pas d'accord sur les conditions de son arrivée avec le président Eddy Zdziech.
En novembre 2016, il publie son autobiographie, Une histoire de druide (éditions Les lumières de Lille), long entretien avec Thierry Morneau, historien du football nordiste.
Le 23 novembre 2017, il remet sa démission au président du SC Douai.
Il meurt le 22 novembre 2019 des suites d'une embolie pulmonaire, en Martinique, où il avait décidé de s'installer pour encadrer des stages de football pour enfants.
Depuis le 12 décembre 2019, la tribune Nord du Stade du Hainaut de Valenciennes porte son nom. Un terrain de football synthétique porte son nom à Wingles à partir de septembre 2021 ainsi qu'un espace de loisirs multigénérationnelle Noyelles sur Escaut en 2024.
En 2022, le magazine So Foot le classe dans le top 1000 des meilleurs joueurs du championnat de France, à la 211e place.

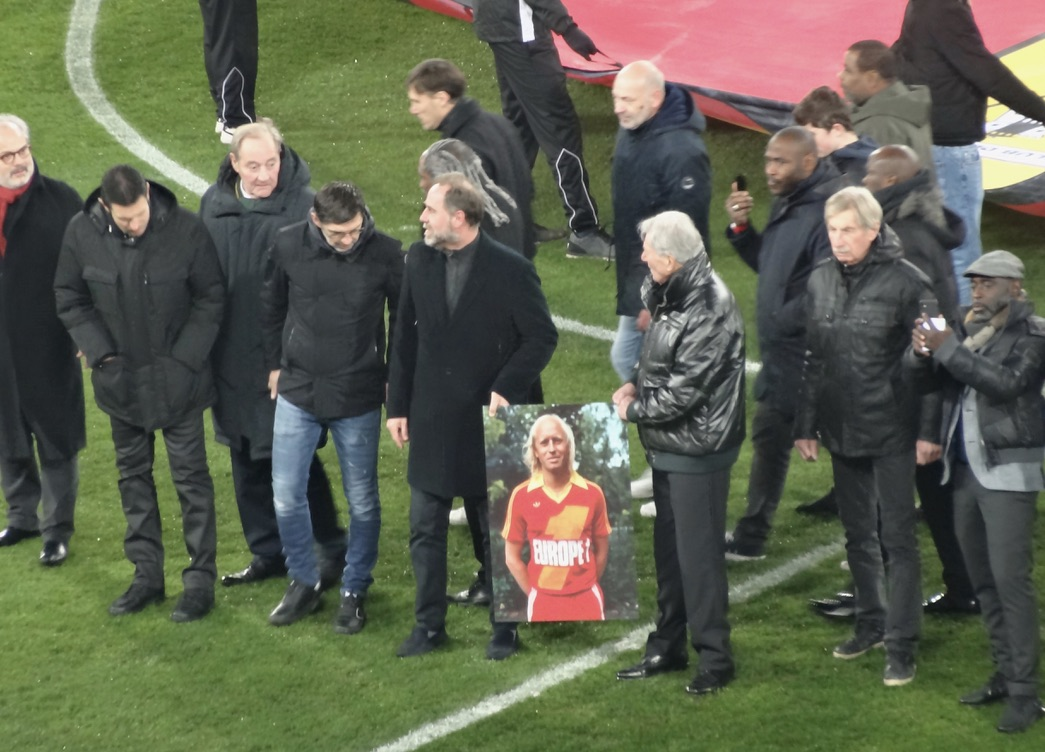
À l'occasion des fêtes de la Sainte-Barbe, le RC Lens rend hommage à son ancien entraîneur.

## Carrière

### En tant que joueur
- 1967-1970 :  US Valenciennes Anzin
- 1970-1971 :  Olympique de Marseille
- 1971-1972 :  AS Angoulême
- 1972-1974 :  Olympique de Marseille
- 1974-1983 :  RC Lens
- 1983-1984 :  US Valenciennes Anzin

### En tant qu'entraîneur
- FC Bauvin (1984-1985)
- Billy-Berclau (1985-1986)
- US Valenciennes (décembre 1986-octobre 1987)
- US Bavay
- SC Guesnain de différentes catégories ( Pupilles - Séniors ) (1989-1992)
- Présent dans l'équipe d'encadrement du RC Lens (1992-juillet 1997)
- RC Lens (juillet 1997-1er octobre 1999)
- RAA Louviéroise (février 2001-1er octobre 2001)
- Valenciennes Football Club (juin 2003-juin 2005)
- SC Douai (juin-novembre 2017)

### En tant que directeur technique
- RC Lens (9 janvier 2008-mai 2011)
- Olympique Senséen Arleux - Féchain (mars 2012-juin 2016)[14]
- Real de Tartane (Martinique)
- Espoir de Sainte-Luce (Martinique)

## Palmarès

### En tant que joueur
- Champion de France en 1971 et 1972 avec l'Olympique de Marseille
- Vainqueur du Challenge des champions en 1971 avec l'Olympique de Marseille
- Vice-champion de France en 1977 avec le Racing Club de Lens
- Finaliste de la Coupe de France en 1975 avec le Racing Club de Lens
- Étoile d'or France Football 1977

### En tant qu'entraîneur avec leRC Lens
- Champion de France en 1998
- Vainqueur de la Coupe de la Ligue en 1999
- Finaliste de la Coupe de France en 1998

### En tant qu'entraîneur avec leVAFC
- Champion de France de National en 2005